# Xenobuthus arabicus
Espèce
Synonymes
- Butheolus arabicus Lourenço & Qi, 2006

Xenobuthus arabicus est une espèce de scorpions de la famille des Buthidae.

## Distribution
Cette espèce est endémique d'Arabie saoudite. Elle se rencontre vers Khamis Mushait.

## Systématique et taxinomie
Cette espèce a été décrite sous le protonyme Butheolus arabicus par en Lourenço & Qi, 2006. Elle est placée dans le genre Xenobuthus par Lowe en 2018.

## Publication originale
- Lourenço & Qi, 2006 : « Further considerations on the genus Butheolus Simon, 1882 and description of one new species from Saudi Arabia (Scorpiones: Buthidae). » Zoology in the Middle East, vol. 37, no 1, p. 91-97.